# Ernesto Elorduy
Ernesto Elorduy Medina (Ciudad de Zacatecas, Zacatecas, 11 de diciembre de 1854 - San Ángel, Ciudad de México, 6 de enero de 1913) fue un pianista y compositor mexicano, uno de los más importantes del fin del período romántico mexicano.

## Biografía
Ernesto Elorduy fue un personaje singular que vivió en la segunda mitad del siglo XIX y en los primeros años del XX. Su música para piano, romántica por naturaleza, le permitió expresarse dentro del lenguaje de la época, al que le agregó los ingredientes que seleccionó con toda libertad. Compuso piezas con ritmos de danza o inspiradas en diversas danzas que se tocaban en los salones de las reuniones sociales típicas del siglo XIX. La música de Elorduy cautivó a la sociedad mexicana, que se sorprendió al escuchar la expresión personal de un hombre amante del buen vivir, de la risa y de los amigos, que a pesar de la sencillez que le hacía no pretender hacer grandes obras, escribió pequeñas grandes piezas llenas de su propia verdad.

## Elorduy: hombre de mundo
El pianista y compositor mexicano Ernesto Elorduy nació en 1853. A los 12 años perdió a sus padres y heredó una gran fortuna junto con su hermano. Ambos viajaron a Europa en 1871 y Ernesto con 18 años, permaneció allá durante veinte años. Residió en diferentes países del Viejo Continente y además conoció lugares como Turquía y los Balcanes, a donde viajó en 1880. Ernesto se había iniciado en el piano en su niñez y en Europa tuvo la posibilidad de estudiar con grandes maestros: primero en Alemania con Clara Schumann y Anton Rubinstein, y luego en Francia con Georges Mathias, quien había sido discípulo de Federico Chopin. Entre 1884 y 1891 desempeñó algunos cargos como diplomático mexicano en Francia y en España. En 1889 se casó con Trinidad Payno, hija del escritor Manuel Payno.
En los años 1960-70 su obra pianística fue difundida por Miguel García Mora, en un esfuerzo que preludia la labor de rescate ejecutada por José Olechovski, en los años noventa.

## Obra
Compuso una gran cantidad de piezas para piano solo y se le consideró el principal compositor mexicano de mazurcas, pero también escribió obras para canto y piano, piezas corales y sinfónicas y una ópera, Zulema, que en algunos clasifican como una ópera en un acto y cuya orquestación se debe al también mexicano Ricardo Castro. Muchas de las obras de Elorduy fueron publicadas en vida del compositor por las casas editoriales mexicanas más importantes de la época: H. Nagel y Sucs., Wagner y Levien, y Otto y Arzoz. Durante el siglo XX, la producción musical de Elorduy no recibió atención alguna por parte de los editores musicales y no es hasta el siglo XXI, de la mano de la casa editorial Mozaic Editions, cuando se vuelve a reeditar la obra de este compositor.

## Grabaciones
Alma y CorazónComposiciones del Romanticismo Mexicano de Ernesto Elorduy, Vol. 1 - (Quindecim Recordings, QP104)
- Dos danzas de Salón, Alma
- Dos danzas de Salón, Corazón
- María Luisa, Mazurka de Salón
- Tropicales, Tres danzas, n.º 1 Vivo. Lento
- Tropicales, Tres danzas, n.º 2 Vivo. Lánguido, Lento
- Tropicales, Tres danzas, n.º 3 Lento
- Dos Acuarelas, n.º 1 Lento Agitato
- Dos Acuarelas, n.º 2 Lento Agitato
- Ila. Barcarola
- Rosita, Mazurka
- Dos danzas de Salón, Ella
- Dos danzas de Salón, Juventud
- Je vous implore, Nocturno
- Canción Árabe
- Tres danzas, "Brisas Costeñas", Lento
- Tres danzas, "Brisas Costeñas", Lento
- Tres danzas, "Brisas Costeñas", Lento
- Soñadora
- Mazurka, Apasionada

Jôzef Olechowski (pf)
ObsesiónComposiciones del Romanticismo Mexicano de Ernesto Elorduy, Vol. 2 - (Quindecim Recordings, QP105)
- Caprichosas, Cuatro danzas
- Caprichosas, Cuatro danzas
- Caprichosas, Cuatro danzas
- Caprichosas, Cuatro danzas
- Toujours, Vals
- Polaca, Mazurka
- Recuerdo de Sevilla
- Berceuse en Fa
- Mazurka en Fa
- Juguetonas, Tres danzas
- Juguetonas, Tres danzas
- Juguetonas, Tres danzas
- Mignon, Mazurka
- La casita de marfil, Danza
- A Toi!, Vals
- Ojos Negros, Mazurka
- "Huichis" a Raquel, Berceuse
- Gavota
- Cariñosas, Dos danzas
- Cariñosas, Dos danzas
- Serenata Árabe
- Polonesa
- Nebulosa, Hoja de álbum
- Berceuse en Sol
- Obsesión, Romanza sin palabras

Jôzef Olechowski (pf)
Mazurcas Mexicanas - Quindecim Recordings, QP130
- Polaca (Ernesto Elorduy)
- María Luisa (Ernesto Elorduy)
- Ojos Negros (Ernesto Elorduy)
- Apasionada (Ernesto Elorduy)
- 2a. en la menor (Felipe Villanueva)
- 3a. en re bemol mayor (Felipe Villanueva)
- Meláncolique (Ricardo Castro)
- Op. póstumo en si menor (Ricardo Castro)
- Elodia (Luis G. Jordá)
- De concierto (Luis G. Jordá)
- N.º 3 en mi menor (Alfredo Carrasco)
- N.º 7 en fa sostenido menor (Alfredo Carrasco)
- N.º 8 en mi bemol menor (Alfredo Carrasco)
- Op. 12 n.º 5 en la menor (José Rolón)
- N.º 1 en fa menor (Manuel M. Ponce)
- N.º 2 en do sostenido menor (Manuel M. Ponce)
- N.º 4 en fa sostenido menor (Manuel M. Ponce)
- N.º 19 en do sostenido menor (Manuel M. Ponce)
- N.º 23 (20) en la menor (Manuel M. Ponce)
- Española (Manuel M. Ponce)

Józef Olechowski (pf)
ECOS DE MÉXICO - Música para piano del siglo XIX - Clásicos Mexicanos, SDX 27106
- Segunda Rêverie, Op. 28 (Guadalupe Olmedo)
- Villa de Guadalupe, Galop de Ferro Carril (Luis Hahn)
- Canto de la huilota (Aniceto Ortega)
- El Guarany (Melesio Morales)
- Sofía (Tomas León)
- Ecos de México (Julio Ituarte)
- Airam (Ernesto Elorduy)
- Tardes de otoño (Ernesto Elorduy)
- Tercera mazurca, Op. 27 (Felipe Villanueva)
- Berceuse, Op. 26/2 (Ricardo Castro)
- Valse Caprice (Sobre la Olas) (José Rolón / Juventino Rosas)

Silvia Navarrete (pf)
Aires Mexicanos música para piano del siglo XIX - Sanborn Hermanos
- Aires Nacionales Mexicanos (Ricardo Castro)
- Manuelita (Melesio Morales)
- Marcha Zaragoza (Aniceto Ortega)
- Vals brillante (Aniceto Ortega)
- Mírame mis ojos (Melesio Morales)
- Ildegonda (Guadalupe Olmedo)
- Berceuse de l'enfant Jésus (Gustavo E. Campa)
- Flores de Mayo (Tomás León)
- Ella (Ernesto Elorduy)
- Corazón (Ernesto Elorduy)
- Rompe-pianos (Julio Ituarte)

Silvia Navarrete (pf)
Latin-American Recital, Vol. 1 México - Piano21, P21 002
- Ecos de México - Capricho de concierto (Julio Ituarte)
- La ausencia - Romanza sin palabras (Julio Ituarte)
- Danzas nocturnas (Luis J. Jorda)
- Sobre las olas (Juventino Rosas)
- Valse caprice d'après Sobre las olas de Rosas (José Rolón)
- Valse intime (José Rolón)
- 20 National airs arranged for piano (Rubén M. Campos)
  - Canción Mexicana
  - El tecolote
  - El café
  - Cielito lindo
  - Son michoacano
  - Gusto
  - Canción Mexicana
  - Jarabe del bajio
  - Canción Mexicana
  - La costeñita
  - El aguanieve
  - La barranca
  - Mama Carlota
  - El payo
  - La paloma
  - El patito
  - La golondrina
  - El butaquito
  - Canción Mexicana
  - El adiós de fin de fiesta
- Caprice valse (Ricardo Castro)
- Danza criolla (Alberto Flacchebba)
- Primer Intermezzo (Manuel Maria Ponce)
- Tropicales: N.º 3 - Danzas (Ernesto Elorduy)
- Variaciones - 1841 (José Antonio Gómez)
- Vals poético (Felipe Villanueva)
- Amar... Nocturno (Felipe Villanueva)
- Suite carteles: Danza maya (Miguel Bernal Jiménez)
- Adiós (Alfredo Carrasco)

Cyprien Katsaris (pf)
MÚSICA MEXICANA DE SALÓN - LUZAM, CD-90-001-C
- María Luisa, Mazurka de salón (Elorduy)
- Guateque (Ponce)
- Mazurka Mélancolique (Castro)
- Secreto Eterno (Perches)
- Mazurka n.º 3 (Carrasco)
- Mazurka n.º 7 (Carrasco)
- Danzas Nocturnas (Jorda)
- Intermezzo (Ponce)
- Tropicales (Three Dances) (Elorduy)
- Elodia (Jorda)
- Scherzino Mexicano (Ponce)

Raúl Herrera (pf)
MAS MÚSICA MEXICANA DE SALÓN - LUZAM, 2000-001CD
- Adiós (Alfredo Carrasco)
- Souvenir (Manuel M. Ponce)
- Barcarola (Ricardo Castro)
- Malinconia (Manuel M. Ponce)
- Caracteres, tres danzas (Miguel Lerdo de Tejada)
- Vals Poético (Felipe Villanueva)
- Cariñosas, dos danzas (Ernesto Elorduy)
- Segunda Mazurka (Manuel M. Ponce)
- Gavota (Manuel M. Ponce)
- Polonesa (Ricardo Castro)
- Nebulosa (Ernesto Elorduy)
- Vals Bluette (Ricardo Castro)
- Tercera Mazurka (Felipe Villanueva)
- Liedchen (Ernesto Elorduy)
- Vals Capricho (Ricardo Castro)
- Por ti, mi Corazón (Manuel M. Ponce)

Raúl Herrera (pf)
VALSES MEXICANOS DE CONCIERTO - Quindecim Recordings, QP 129
- Valse melancólico, Op. 36, n.º 2 (Ricardo Castro)
- Valse miniatura (Ernesto Elorduy)
- Vals poético (Felipe Villanueva)
- Valse de concierto, Op. 25 (Ricardo Castro)
- Valse bluette (Ricardo Castro)
- Vals Capricho, Op. 1 (Ricardo Castro)
- Vals caressante (Ricardo Castro)
- Valse primaveral (Ricardo Castro)
- Soñé (Enrique D'Abbadie)
- Primer vals sentimental (Raúl Ladrón de Guevara)
- Amor (Felipe Villanueva)
- Vals sentimental, Op. 30, n.º 1 (Ricardo Castro)
- Amorosamente (Manuel María Ponce)
- Vals capricho basado en el vals "Sobre las olas" de Juventino Rosas (José Rolón)

Józef Olechowski (pf)

## Partituras / Sheet Music
Danzas para piano de Ernesto Elorduy editadas en Cuatro 40 Ediciones